# Javor japonský

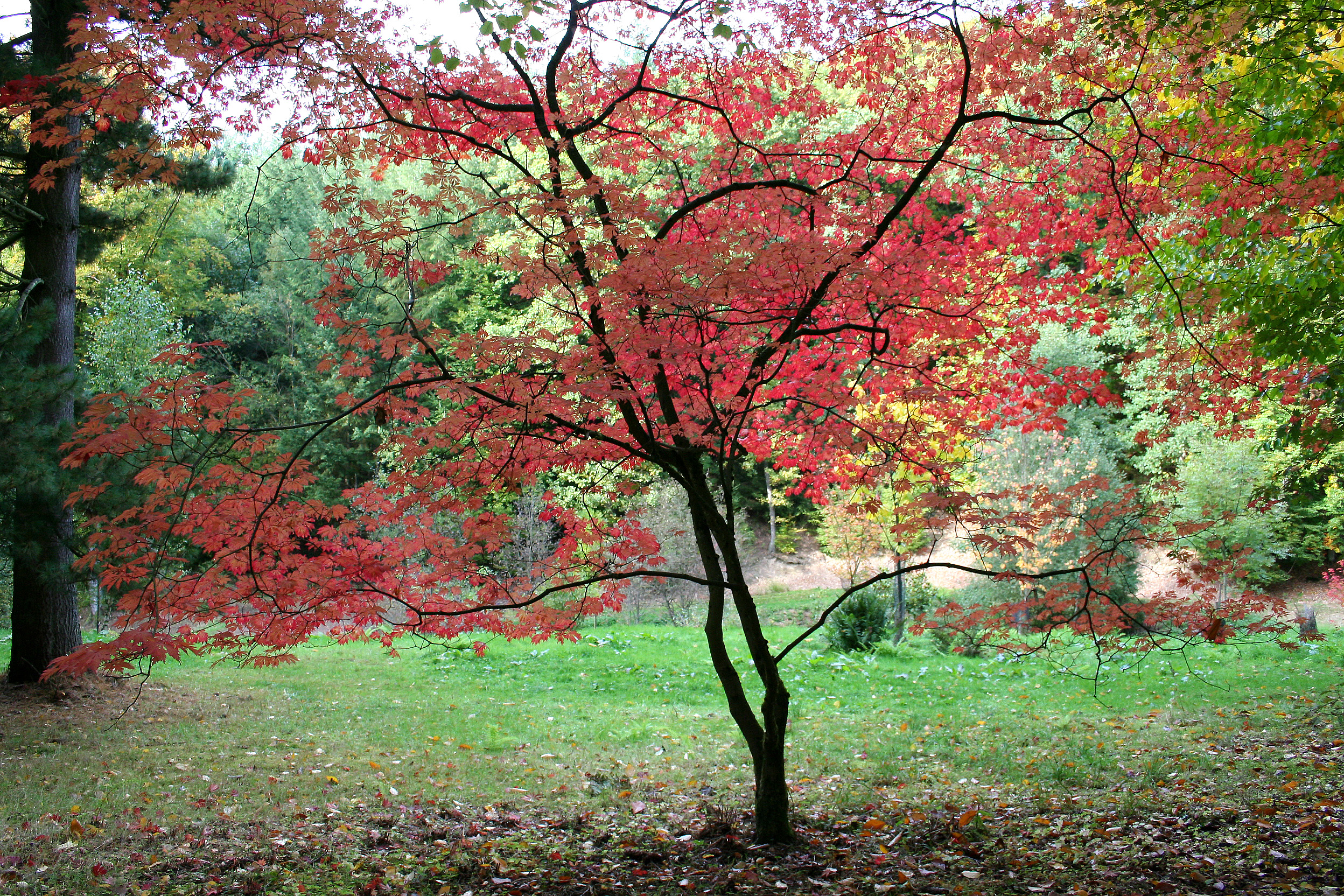
Acer japonicum 'Aconitifolium'

Javor japonský (Acer japonicum), (japonsky 羽団扇楓/ハウチワカエデ ha.učiwakaede) je druh javoru přirozeně rostoucí v Japonsku, na ostrovech Honšú, Hokkaidó, Kjúšú, a také v Jižní Koreji.

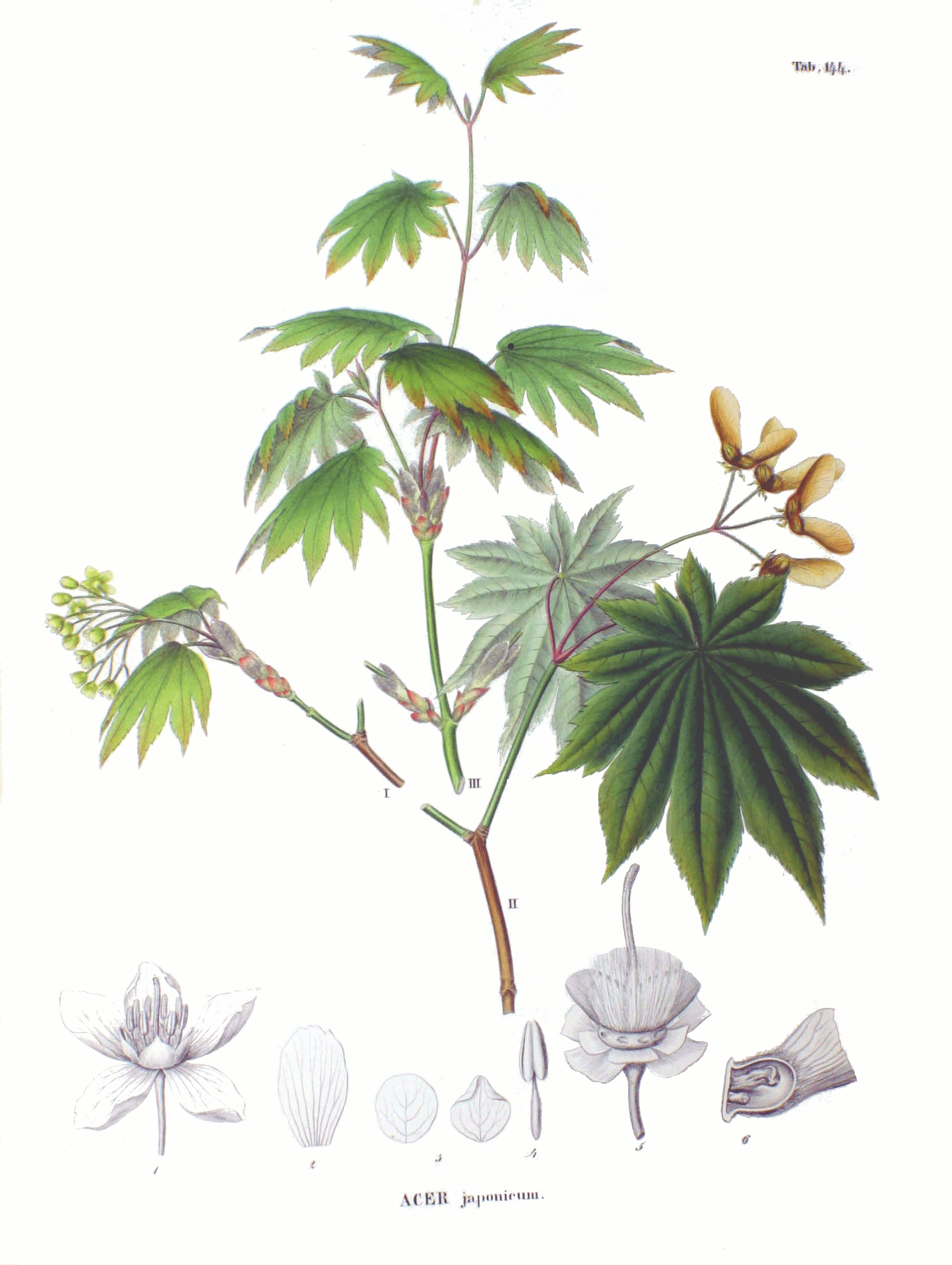
Javor japonský (Acer japonicum)

Jsou to malé opadavé stromy, někdy s více kmeny, dorůstající 5–10 m (někdy až 15 m) výšky (v ČR dorůstají výjimečně 3 –5 m). Kmen bývá silný až do 40 cm v průměru. Kůra je v mládí hladká, hrubá a šupinatá na starých stromech. Listy jsou okrouhlé, 7–15 cm v průměru 9-13 (výjimečně 7) cm na délku, zoubkované, lalůčky hluboké téměř do poloviny listů. Listy jsou na rubu zpočátku bíle ochlupené. Na podzim, jsou listy zbarvené zářivě oranžově až tmavě červeně.
Kvete v dubnu až květnu, nejdříve ve stáří 10 let, ale někdy i později.
Květy jsou velké 1 cm v průměru, tmavě purpurově červené s pěti kališními lístky a okvětními lístky. Květy vyrůstají po 10-15 společně v květenství, chocholíku. Plody jsou spojené nažky 7 mm v průměru s 20–25 mm dlouhými křídly, zavěšené pod listy.
Blízce příbuzný druh Acer shirasawanum (オオイタヤメイゲツ óitajameigecu) z jižního Japonska je někdy zařazen jako poddruh j. japonského (A. japonicum).

## Pěstování
A. japonicum je často pěstován jako ozdobná rostlina v teplých regionech Evropy, Severní Ameriky, a jinde, ovšem méně častěji než A. palmatum. Je pěstován často jako přízemní keřovitá forma s mnoha kmeny..
Bylo vyšlechtěno množství kultivarů s různými barvami a tvary listů (A. japonicum 'Vitifolium', 'Aconitifolium', 'Green Cascade'). Protože bylo vyšlechtěno mnoho kultivarů s pomocí křížení více původních druhů, je těžké určit původní druh, jmenovitě kultivar 'Aureum' je často citován jako A. japonicum, ale je stejně tak připisován k druhu A. shirasawanum.
Jedna z největších sbírek javorů na světě se nachází v Esveld Aceretum (Boskoop, Nizozemí) a velká Acer skupina v Arnold Arboretum (Boston, Massachusetts). Také jsou známé velké sbírky v zahradnictvích, jako je například Valley Gardens (Surrey v Anglii).

### Nároky
Dobré živné, propustné půdy, s dostatkem humusu a vláhy. Vyhovuje mu spíše přistínění, ale snáší i slunce. Může namrzat. Při pěstování v mírném pásmu (ČR) roste na slunci i v polostínu. Vhodná je propustná, humózní půda dobře zásobená vodou a živinami, pH neutrální až kyselé. Snáší exhalace. Velmi dobře snáší řez, obvykle netrpí škůdci.

## Použití
Javor japonský lze použít v malých rabátkách, předzahrádkách, v menších zahradách, nebo ve skalkách, kde jsou efektními solitérami. Ve velkých parcích má javor japonský a zvlášť jeho kultivary smysl vysazovat poblíž cest, nebo v zákoutích, tam kde jej návštěvník ocení, protože si jej všimne.
Často se pěstují řezem a ohýbáním tvarované a ozdobně poškozované stromy v malých miskách, které mají připomínat velké stromy - bonsaje.

## Choroby a škůdci
Škůdci netrpí, někdy může trpět, zvláště ve vlhku, houbovými chorobami.

### Množení
Kultivary se množí roubováním, původní druh řízkováním, v březnu, nebo červenci pod sklem, nebo semenem, které vyséváme na podzim.